# Nemoria acora
Nemoria acora är en fjärilsart som beskrevs av Paul Dognin 1898. Nemoria acora ingår i släktet Nemoria och familjen mätare. Inga underarter finns listade i Catalogue of Life.